# Platypygus ridibundus
Platypygus ridibundus is een vliegensoort uit de familie van de Mythicomyiidae. De wetenschappelijke naam van de soort is voor het eerst geldig gepubliceerd in 1863 door Costa, oorspronkelijk geplaatst in het geslacht Popsia.